# Stade Am Deich
Das Stade Am Deich (voller Name: Centre Sportif du Deich, deutsch Sportzentrum Am Deich) ist ein Fußballstadion mit Leichtathletikanlage in der luxemburgischen Stadt Ettelbrück. Es ist die Heimspielstätte des Fußballvereins Etzella Ettelbrück.
Das Stadion wurde am 9. August 1981 eröffnet. Es verfügt über ein 105 m × 67 m großes Spielfeld aus Naturrasen, eine Leichtathletikanlage sowie eine Flutlichtanlage. Von den 2020 Zuschauerplätzen sind 420 überdachte und 600 unüberdachte Sitzplätze sowie 1000 unüberdachte Stehplätze.
Seit 2003 befinden sich im Stadion eine Erfrischungsbar sowie Verwaltungsräume des FC Etzella. Die Anlage hat eine Zulassung für UEFA-Länderspiele. Es war mehrmals Austragungsort von  EM-Qualifikationsspielen der luxemburgischen U21-Nationalmannschaft der Männer.